# Tughluqdynastie
De Tughluqdynastie was een koninklijke dynastie die in de 14e eeuw over het sultanaat Delhi in het noorden van India regeerde. De sultans uit deze dynastie waren moslims van oorspronkelijk Turkse afkomst.

## Geschiedenis
De stichter van de dynastie, Ghiyath ud-Din Tughluq (oorspronkelijke naam Ghazi Malik, regeerde 1321 - 1325), was gouverneur en generaal onder de laatste sultans van de Khiljidynastie. Toen sultan Qutb ud din Mubarak Shah in 1320 werd vermoord door Khusrau Khan weigerde Ghiyath ud-Din de laatste als sultan te erkennen en versloeg hij hem bij Delhi. Daarop werd hij zelf sultan. 
De belangrijkste heerser uit de Tughluqdynastie was Ghiyath ud-Dins zoon Muhammad bin Tughluq (1325 - 1351). Niet alleen wist deze sultan het rijk sterk uit te breiden met militaire veroveringen, ook voerde hij ingrijpende bestuurlijke hervormingen in, zoals de uitgave van koperen munten, een nieuw belastingstelsel en een zeer strikte, centralistische administratieve organisatie van zijn rijk. De meeste van deze hervormingen liepen echter uit op kostbare mislukkingen. Zo ook Muhammad bin Tughluqs beslissing de hoofdstad van Delhi naar Daulatabad (in de Dekan) te verplaatsen. Zijn grote militaire veroveringen in de Dekan en het zuiden van India gingen aan het einde van zijn regering weer verloren.
Muhammad bin Tughluq werd opgevolgd door zijn neef Firuz Shah Tughlaq (1351 - 1388). In tegenstelling tot zijn voorganger was Firuz Shah intolerant tegenover andere religies dan de islam. Hij was echter een capabel heerser, die desondanks over een veel kleiner rijk regeerde vanwege het afsplitsen van diverse gebieden aan het einde van de regering van Muhammad bin Tughluq. In 1334 was Madurai zelfstandig geworden; in 1338 was hetzelfde gebeurd met Bengalen; in 1336 was in het zuiden het Vijayanagararijk gesticht en in 1345 volgde de stichting van het Bahmanisultanaat in de Dekan.
Na de dood van Firuz Shah volgden enkele incapabele of slechts kort regerende sultans. Tussen 1394 en 1398 heersten er twee sultans: een over het westen en een over het oosten van het rijk. In 1398 kwam een dieptepunt toen de Turks-Mongoolse veroveraar Timoer Lenk Delhi plunderde, uitmoordde en verwoestte. Dit betekende ook het einde van de macht van de Tughluqs. Hoewel de laatste sultan uit de dynastie, Nasir-ud-Din Mahmud Shah tot 1412 of 1413 nog in Delhi bleef regeren was zijn macht vanaf de plundering van Delhi in 1398 slechts beperkt tot de directe omgeving van de stad. In 1414 kwam een nieuwe dynastie, de Sayyidendynastie, aan de macht in Delhi.

## Lijst van sultans
- Ghiyath ud-Din Tughluq (1320 – 1325)
- Muhammad bin Tughluq (Muhammad Shah I, 1325 – 1351)
- Mahmud Ibn Muhammad (1351)
- Firuz Shah Tughluq (1351 – 1388)
- Ghiyath ud-Din Tughluq II (1388 – 1389)
- Abu Baker (1389 – 1390)
- Nasir-ud-din Muhammad Shah III (1390 – 1393)
- Sikander Shah (Sikander Shah I, 1393)
- Mahmud Nasir-ud-din (Mahmud II, 1393 – 1394)
- Nusrat Shah (sultan van het westen, vanuit Firuzabad, 1394 - 1398)
- Nasir-ud-din Mahmud Shah (tot 1398 sultan in het oosten, vanuit Delhi, 1394 - 1414)